# 랜드 오브 데드
랜드 오브 데드(Land of the Dead)는 2005년 공개된 공포 영화이다.

## 출연

### 주연
- 사이먼 베이커
- 데니스 호퍼
- 아시아 아르젠토
- 로버트 조이
- 유진 클락
- 존 레귀자모

### 조연
- 조앤 볼랜드
- 토니 나포
- 제니퍼 백스터
- 보이드 뱅스
- 자스민 젤조

## 기타
- 라인프로듀서: 데니스 E. 존스
- 협력프로듀서: 사일렌 토머스
- 조감독: 마틴 워터스
- 미술: 어빈더 그레월
- 의상: 알렉스 카바노
- 배역: 마시 리로프